# Houppelande

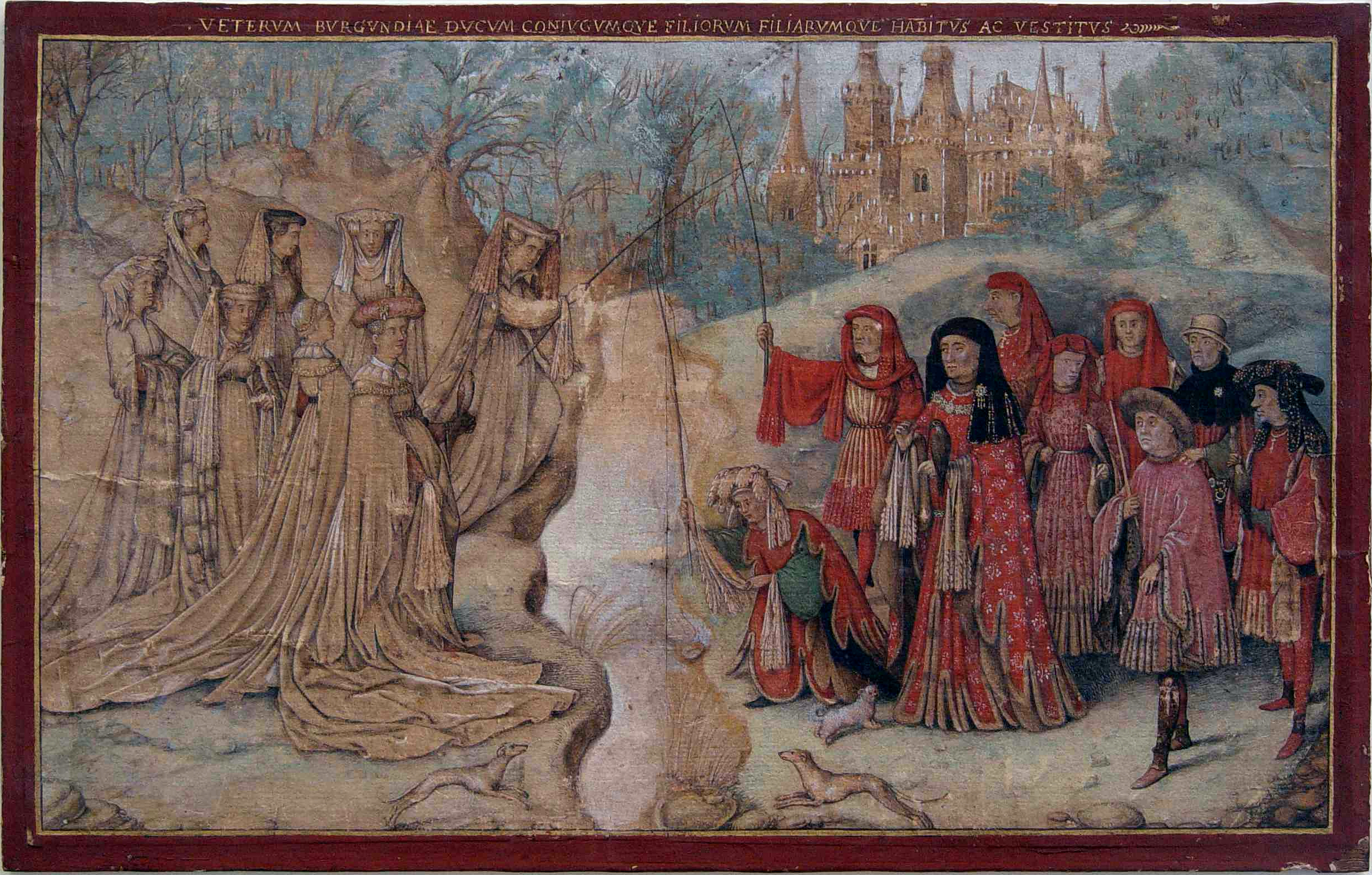
Höfische Gesellschaft beim Fischen (Jan van Eyck, um 1420): Frauen tragen lange, Männer kurze Houppelande

Die Houppelande war ein mittelalterliches Kleidungsstück, das als langer, gegürteter Überrock mit Schleppe mit langen, weiten Ärmeln, bis etwa 1450 das Staatskleid in Burgund, Frankreich und den Niederlanden war. Ihre modischen Details wurden im spätgotischen Burgund ins Extreme gesteigert, das repräsentative Obergewand aus kostbaren Stoffen hatte ausgezattelte Hänge- und Tütenärmeln, weit ausschwingende Säumen und konnte vorn, hinten und seitlich hoch geschlitzt sein.

## Beschreibung
Die Houppelande ist ihrem Charakter nach ein "Schleppkleid", das von Männern und Frauen getragen wurde. Da eine deutsche Benennung fehlt, lässt vermuten, dass sich diese Erfindung des burgundischen Hofes, schwer in Deutschland einbürgern konnte, das im 15. Jahrhundert langsam in eine immer bürgerlichere Atmosphäre hineinwächst, hat keine Verwendung für ein Gewand, das Haltung und Grazie erforderte und bleibt vornehmlich auf die höfischen Kreise von Burgund, England und Italien beschränkt.
Die Houppelande, wie sie etwa Jan van Eyck 1420 in seinem beim Fischen porträtierten Gesellschaft zeichnete, war ein vorne zu schließendes Übergewand mit Ärmeln, das um 1360 aufkam: für Frauen stets bodenlang, für Männer manchmal kurz. Für die Houppelande um 1400 und danach sind riesige Ärmel charakteristisch: zunächst schmal an der Schulter, am unteren Ende üppig, dann an den Schultern gebauscht. Das wesentliche Merkmal der Houppelande scheint aber die Schleppe zu sein sowie die überaus langen in die Schleppe einmündenden, meist reich gezaddelte Tütenärmel (an den Hinterarmen in Waden- bis Knielänge über die Gewandärmel herabhängende Zierärmel). Die engeTaille ist breit gegürtet und der knappe Ausschnitt von einem "offenen Umfallkragen" umgeben. Zur  Houppelande wurde fast ausschließlich der Hennin oder die steile Hörnerhaube getragen.

## Etymologie
Die früheste Bezeichnung taucht 1364 im Inventar des Philip des Kühnen auf ("Une oppelande d'esqualette et la forrure de menu vair").
Die Herkunft des Wortes ist nicht sicher geklärt, aber es scheint im Spanischen zu wurzeln, wo hópa eine langes Gewand mit Ärmeln bedeutete, und hopalánda meint die Schleppe eines Talars, die von Studenten getragen wurde. Die Houppelande könnte auch nach den „uplands“, einem schottischen Bergland benannt sein, wo sie zum ersten Mal bei englischen Truppen im Elsass ca. 1365 beobachtet wurden. Zu Neujahr war es üblich neue Kleider zu verschenken, so lässt sich für den 1. Januar 1415 die Anfertigung von 850 Schmuck-Orangenblättern für die Houppelande des Herzogs von Berry nachweisen. Auf dieses Datum ließe sich auch das Januarblatt seines Stundenbuches Très Riches Heures datieren.
Zuweilen werden die Gewandformen Tappert und Houppelande als Synonym gehandhabt, da Houppelande nur im französischen und englischen Sprachgebrauch vorkommen und man angenommen hat, dass es sich um ein und dasselbe Kleidungsstück handelt. Dem widerspricht jedoch, dass beide Kleidungsstücke neben Mantel in einer Rechnung für Johann Ohnefurcht aufgeführt werden ("250 florins pour la fourure d'un manteau, et d'une houppelande et d'un tabart"). Vermutlich wechselten die Kostümbezeichnungen nicht so schnell wie die Gewandformen, sondern blieben erhalten.